# 小行星4296
小行星4296（英語：4296 van Woerkom）是一颗围绕太阳公转的小行星。1935年9月28日，亨德里克·范·基特在约翰内斯堡发现了此天体。
这颗小行星的绝对星等为26.90510等。